# Franc Žitnik
Franc Žitnik, slovenski kanuist, * 8. marec 1941, Ljubljana.
Žitnik je za Jugoslavijo nastopil na Poletnih olimpijskih igrah 1972 v Münchnu. Veslal je v kanuju dvosedu in je v slalomu s soveslačem Dušanom Tumo osvojil 19. mesto. Tudi njegov sin Boštjan Žitnik je bil kanuist.